# 2010年のオールスターゲーム (日本プロ野球)
2010年のオールスターゲームでは、2010年7月に福岡Yahoo! JAPANドームとHARD OFF ECOスタジアム新潟で行われた、同年度の日本プロ野球オールスターゲームの詳細について述べる。

## 概要
2008年から引き続きマツダの特別協賛を受け、「マツダオールスターゲーム2010」として開催される。なお、このオールスターゲームはセントラル・リーグおよびパシフィック・リーグの対抗形式としては通算第60回目である（1950年は両リーグの発足直後のためオールスターゲームは施行されず、第1回開催は1951年である）。
第60回目の開催を記念して、マツダの協力の下、マツダ プレマシー プラスワン ドリームと銘打ち、ファン投票、選手間投票、監督推薦のいずれからも選ばれなかった選手を対象にインターネットでのファン投票を実施し、最多得票数の選手を選出した。その結果、出場選手は例年の28人より1人多い29人となった。

## 日程

### 第1戦
7月23日、福岡Yahoo! JAPANドームにて開催（18時26分開始）。パ・リーグがホームチーム扱いとなる。
- 始球式は2010 NPB12球団ジュニアトーナメント・ソフトバンクジュニアチームに出場予定の小学生が務めた。

### 第2戦
7月24日、新潟県立鳥屋野潟公園野球場（HARD OFF ECOスタジアム新潟）にて開催（18時09分開始）。セ・リーグがホームチーム扱いとなる。
- オールスター史上初と思われる篠笛による国歌斉唱が行われた。（篠笛を演奏したのは、地元新潟市の郷土芸能　新潟萬代太鼓飛龍會、田村佑介）。
- 始球式は地元、新潟県女子野球連盟BBガールズのバッテリー2名が務めた。

## 出場者
| セントラル・リーグ | セントラル・リーグ | セントラル・リーグ | セントラル・リーグ | パシフィック・リーグ | パシフィック・リーグ | パシフィック・リーグ | パシフィック・リーグ |
| ------------------ | ------------------ | ------------------ | ------------------ | -------------------- | -------------------- | -------------------- | -------------------- |
| 監督               | 原辰徳             | 巨人               |                    | 監督                 | 梨田昌孝             | 日本ハム             |                      |
| コーチ             | 落合博満           | 中日               |                    | コーチ               | ブラウン             | 楽天                 |                      |
| コーチ             | 小川淳司           | ヤクルト           |                    | コーチ               | 秋山幸二             | ソフトバンク         |                      |
| 先発投手           | 前田健太 ※         | 広島               | 初                 | 先発投手             | 杉内俊哉             | ソフトバンク         | 5                    |
| 中継投手           | 越智大祐           | 巨人               | 初                 | 中継投手             | ファルケンボーグ     | ソフトバンク         | 2                    |
| 抑え投手           | 藤川球児           | 阪神               | 6                  | 抑え投手             | 馬原孝浩             | ソフトバンク         | 3                    |
| 投手               | 久保裕也           | 巨人               | 初                 | 投手                 | ダルビッシュ有 ※     | 日本ハム             | 4                    |
| 投手               | 東野峻             | 巨人               | 初                 | 投手                 | 永井怜               | 楽天                 | 初                   |
| 投手               | 内海哲也           | 巨人               | 3                  | 投手                 | 川岸強               | 楽天                 | 初                   |
| 投手               | 岩瀬仁紀           | 中日               | 7                  | 投手                 | 和田毅               | ソフトバンク         | 3                    |
| 投手               | 吉見一起           | 中日               | 3 (1)              | 投手                 | 涌井秀章             | 西武                 | 4                    |
| 投手               | 浅尾拓也           | 中日               | 初                 | 投手                 | シコースキー         | 西武                 | 2                    |
| 投手               | 林昌勇             | ヤクルト           | 2                  | 投手                 | 小林宏               | ロッテ               | 5                    |
| 投手               | 久保康友           | 阪神               | 初                 | 投手                 | 木佐貫洋             | オリックス           | 2                    |
| 投手               | 山口俊             | 横浜               | 初                 | 投手                 | 平野佳寿             | オリックス           | 2                    |
| 捕手               | 城島健司           | 阪神               | 10 (1)             | 捕手                 | 里崎智也             | ロッテ               | 5                    |
| 捕手               | 阿部慎之助 ※       | 巨人               | 7                  | 捕手                 | 嶋基宏 ※             | 楽天                 | 2                    |
| 捕手               | 相川亮二           | ヤクルト           | 3                  | 捕手                 |                      |                      |                      |
| 一塁手             | 栗原健太           | 広島               | 3                  | 一塁手               | 金泰均 ※             | ロッテ               | 初                   |
| 一塁手             | ブランコ ※         | 中日               | 2                  | 一塁手               |                      |                      |                      |
| 二塁手             | 東出輝裕           | 広島               | 4                  | 二塁手               | 井口資仁             | ロッテ               | 6                    |
| 二塁手             | 井端弘和 ※         | 中日               | 7                  | 二塁手               | 片岡易之 ※           | 西武                 | 2                    |
| 三塁手             | 小笠原道大 ※       | 巨人               | 11                 | 三塁手               | 中村剛也 ※           | 西武                 | 3                    |
| 遊撃手             | 坂本勇人 ※         | 巨人               | 3                  | 遊撃手               | 川﨑宗則             | ソフトバンク         | 7                    |
| 遊撃手             |                    |                    |                    | 遊撃手               | 中島裕之 ※           | 西武                 | 6                    |
| 内野手             | 森野将彦           | 中日               | 2                  | 内野手               | 西岡剛               | ロッテ               | 5                    |
| 内野手             | 平野恵一           | 阪神               | 2                  | 内野手               | 小谷野栄一           | 日本ハム             | 初                   |
| 内野手             | ブラゼル ◇         | 阪神               | 初                 | 内野手               | 田中賢介 ◇           | 日本ハム             | 2                    |
| 外野手             | 青木宣親 ※         | ヤクルト           | 6                  | 外野手               | 稲葉篤紀 ※           | 日本ハム             | 6                    |
| 外野手             | 松本哲也           | 巨人               | 初                 | 外野手               | T-岡田               | オリックス           | 初                   |
| 外野手             | ラミレス ※         | 巨人               | 6                  | 外野手               | 多村仁志             | ソフトバンク         | 初                   |
| 外野手             | 和田一浩 ※         | 中日               | 5                  | 外野手               | 鉄平 ※               | 楽天                 | 2                    |
| 外野手             | マートン           | 阪神               | 初                 | 外野手               | 糸井嘉男 ※           | 日本ハム             | 2                    |
| 外野手             | 廣瀬純             | 広島               | 初                 | 外野手               |                      |                      |                      |
|                    |                    |                    |                    | 指名打者             | 二岡智宏             | 日本ハム             | 7                    |
| 山﨑武司 ※         | 楽天               | 5                  |                    | 指名打者             |                      |                      |                      |

- 太字はファン投票による選抜、※印は選手間投票による選抜、◇は「マツダ・プレマシー プラスワンドリーム」投票による選抜、他は監督選抜。
- 数字は出場回数。カッコ内数字は上記回数中事故のため不出場の回数。

1. ↑  右尺骨茎状突起骨折のため出場辞退、代わりに廣瀬が選出。
2. ↑  右肘後方骨棘および遊離体障害のため出場辞退、代わりに小谷野が選出。

## 試合結果
| 試合  | 日付    | ビジター球団（先攻） | スコア | ホーム球団（後攻） | MVP        | 開催球場                   |
| ----- | ------- | -------------------- | ------ | ------------------ | ---------- | -------------------------- |
| 第1戦 | 7月23日 | セ・リーグ           | 4 - 1  | パ・リーグ         | 阿部慎之助 | 福岡Yahoo!JAPANドーム      |
| 第2戦 | 7月24日 | パ・リーグ           | 5 - 5  | セ・リーグ         | 片岡易之   | HARD OFF ECOスタジアム新潟 |

### 第1戦
セ4 - 1パ
|              | 1 | 2 | 3 | 4 | 5 | 6 | 7 | 8 | 9 | R | H  | E |
| ------------ | - | - | - | - | - | - | - | - | - | - | -- | - |
| セントラル   | 0 | 1 | 0 | 1 | 1 | 0 | 1 | 0 | 0 | 4 | 14 | 0 |
| パシフィック | 0 | 0 | 0 | 0 | 0 | 0 | 0 | 1 | 0 | 1 | 4  | 3 |

1. セ：○前田健、内海、久保裕、山口、越智、岩瀬、S藤川球　- 阿部、城島
2. パ：●和田、ダルビッシュ、木佐貫、小林宏、ファルケンボーグ、馬原 - 嶋、里崎
3. 勝利：前田健
4. セーブ：藤川
5. 敗戦：和田
6. 本塁打
パ：山崎1号（ソロ・岩瀬）
7. 審判
［球審］牧田
［塁審］東（1B）、渡田（2B）、山崎（3B）
［外審］真鍋（LL）、橋本（RL）
8. 観客動員数：33,791人 試合時間：2時間44分

MVP
阿部（巨人）

#### オーダー
| 1 | （遊） | 坂本勇人   |
| 2 | （一） | 小笠原道大 |
| 3 | （右） | マートン   |
| 4 | （指） | ラミレス   |
| 5 | （三） | 森野将彦   |
| 6 | （左） | 和田一浩   |
| 7 | （捕） | 阿部慎之助 |
| 8 | （中） | 青木宣親   |
| 9 | （二） | 平野恵一   |

| 1 | （遊） | 川崎宗則 |
| 2 | （二） | 井口資仁 |
| 3 | （三） | 中島裕之 |
| 4 | （右） | 多村仁志 |
| 5 | （左） | T-岡田   |
| 6 | （一） | 金泰均   |
| 7 | （指） | 二岡智宏 |
| 8 | （中） | 糸井嘉男 |
| 9 | （捕） | 嶋基宏   |

### 第2戦
セ5 - 5パ
|              | 1 | 2 | 3 | 4 | 5 | 6 | 7 | 8 | 9 | R | H  | E |
| ------------ | - | - | - | - | - | - | - | - | - | - | -- | - |
| パシフィック | 1 | 3 | 0 | 0 | 1 | 0 | 0 | 0 | 0 | 5 | 10 | 0 |
| セントラル   | 0 | 0 | 1 | 0 | 3 | 0 | 0 | 1 | 0 | 5 | 12 | 1 |

1. 9回規定により引き分け
2. パ：杉内、涌井、永井、平野佳、川岸、シコースキー - 里崎、嶋
3. セ：東野、久保康、浅尾、吉見、山口、林昌勇 - 城島、相川
4. 本塁打
パ：山崎2号（ソロ・東野）、里崎1号（2ラン・東野）
セ：ブラゼル1号（ソロ・川岸）
5. 審判
［球審］橋本
［塁審］真鍋（1B）、山崎（2B）、渡田（3B）
［外審］東（LL）、牧田（RL）
6. 観客動員数：28,426人 試合時間：2時間35分

MVP
片岡（西武）

#### オーダー
| 1 | （二） | 片岡易之   |
| 2 | （遊） | 西岡剛     |
| 3 | （右） | 稲葉篤紀   |
| 4 | （左） | T-岡田     |
| 5 | （指） | 金泰均     |
| 6 | （一） | 山崎武司   |
| 7 | （中） | 鉄平       |
| 8 | （三） | 小谷野栄一 |
| 9 | （捕） | 里崎智也   |

| 1 | （中） | 青木宣親   |
| 2 | （遊） | 坂本勇人   |
| 3 | （三） | 小笠原道大 |
| 4 | （指） | ラミレス   |
| 5 | （一） | ブラゼル   |
| 6 | （左） | 和田一浩   |
| 7 | （捕） | 城島健司   |
| 8 | （二） | 東出輝裕   |
| 9 | （右） | 松本哲也   |

マツダ・プレマシー賞（2試合を通じて最も印象的な活躍をした選手を表彰）
山口（横浜）

## テレビ中継
- 第1戦 - テレビ朝日（EX）《テレビ朝日系列 制作協力：九州朝日放送（KBC）》（放送時間：18:19 - 21:19、25分延長）
  - 実況・中山貴雄、解説・栗山英樹、ゲスト解説・清原和博、リポーター・清水俊輔（パ・リーグサイド）、大西洋平（セ・リーグサイド）
- 第2戦 - テレビ朝日《テレビ朝日系列 制作協力：新潟テレビ21》（放送時間：18:00 - 20:51）
  - 実況・清水俊輔、解説・古田敦也、リポーター・中山貴雄（セ・リーグサイド）、大西洋平（パ・リーグサイド）

※ 第1戦・第2戦ともにテレビ朝日（EX）を主管としたANN全国放送（フルネット24局での生放送に加え、スカイ・A sports+でのリレー生中継および録画中継を実施）。

## ラジオ中継
- 第1戦
  - RKBラジオ《JRN…TBS・HBC・CBC・MBS他》
実況・茅野正昌、解説・浜名千広、牛島和彦、レポーター・田中友英（パ・リーグサイド）、戸崎貴広（TBS、セ・リーグサイド）
  - KBCラジオ《NRN…LF・STV・TBC・SF・ABC・RCC他》
実況・田上和延、解説・藤原満、西村龍次、レポーター・太田祐輔（パ・リーグサイド）、師岡正雄（LF、セ・リーグサイド）
  - 文化放送（QR）《関東広域圏ローカル》
実況・高橋将市、解説・東尾修、大塚光二、レポーター・飯塚治（パ・リーグサイド）、槇嶋範彦（セ・リーグサイド）
- 第2戦
  - TBSラジオ《JRN…HBC・CBC・RCC・RKB他》
実況・林正浩、解説・川口和久、ゲスト・磯山さやか、レポーター・椎野茂（セ・リーグサイド）、清水大輔（パ・リーグサイド）
  - 文化放送（QR）《NRN…STV・TBC・SF・ABC・KBC他》
実況・松島茂、解説・山崎裕之、レポーター・長谷川太（セ・リーグサイド）、上野智広（パ・リーグサイド）、インタビュアー・斉藤一美
  - ニッポン放送（LF）《MBSとの2局ネット》
実況・松本秀夫、解説・江本孟紀、レポーター・胡口和雄（セ・リーグサイド）、金山泉（MBS、パ・リーグサイド）
  - FM PORT《独自放送》
実況・深澤弘、スペシャルコメンテーター・清武英利、ゲスト・泉田裕彦（新潟県知事）

※ TBSラジオは2010年度から週末ナイターを原則廃止したが、オールスターゲームは放送する。JRNフルネットである北海道放送・中部日本放送・RKB毎日放送と、JRN・NRNクロスネット局の中国放送・宮崎放送にはネットをつないで放送したが、琉球放送では放送しなかった。また朝日放送と東北放送はNRN週末ナイターを放送するが、先に挙げた各局以外で2009年度JRN週末ナイターを放送したクロスネット局は2010年度に土曜日のナイターをNRNに切り替えた局を除き放送せず通常番組（TBSラジオからの『Listen SOUL!』裏送りも含む）を放送した。
※ RFラジオ日本は2010年度はオールスターゲームの中継はしないことになった。
※ FM PORTは当時、新潟県内を主なエリアとする独立系FM局でオールスターゲームでは2023年現在唯一民放FM局で中継した。